# 오픈 규격
오픈 규격(오픈 規格, Open specification)은 상호 기능을 수행하도록 고안된 표준 조직이나 협회에 의해 공정하고 열려 있는 과정 안에서 만들어지고 관리 받는 규격이다. 오픈 규격은 한 회사, 개인, 또는 멤버십 기준이 있는 그룹에 의해 관리되지 않는다. 규격과 표준을 혼용해서 쓴는 경우가 흔한데 두 개념은 분명한 차이가 존재한다.

## 같이 보기
- 오픈 표준